# Autillo (Inquisición)

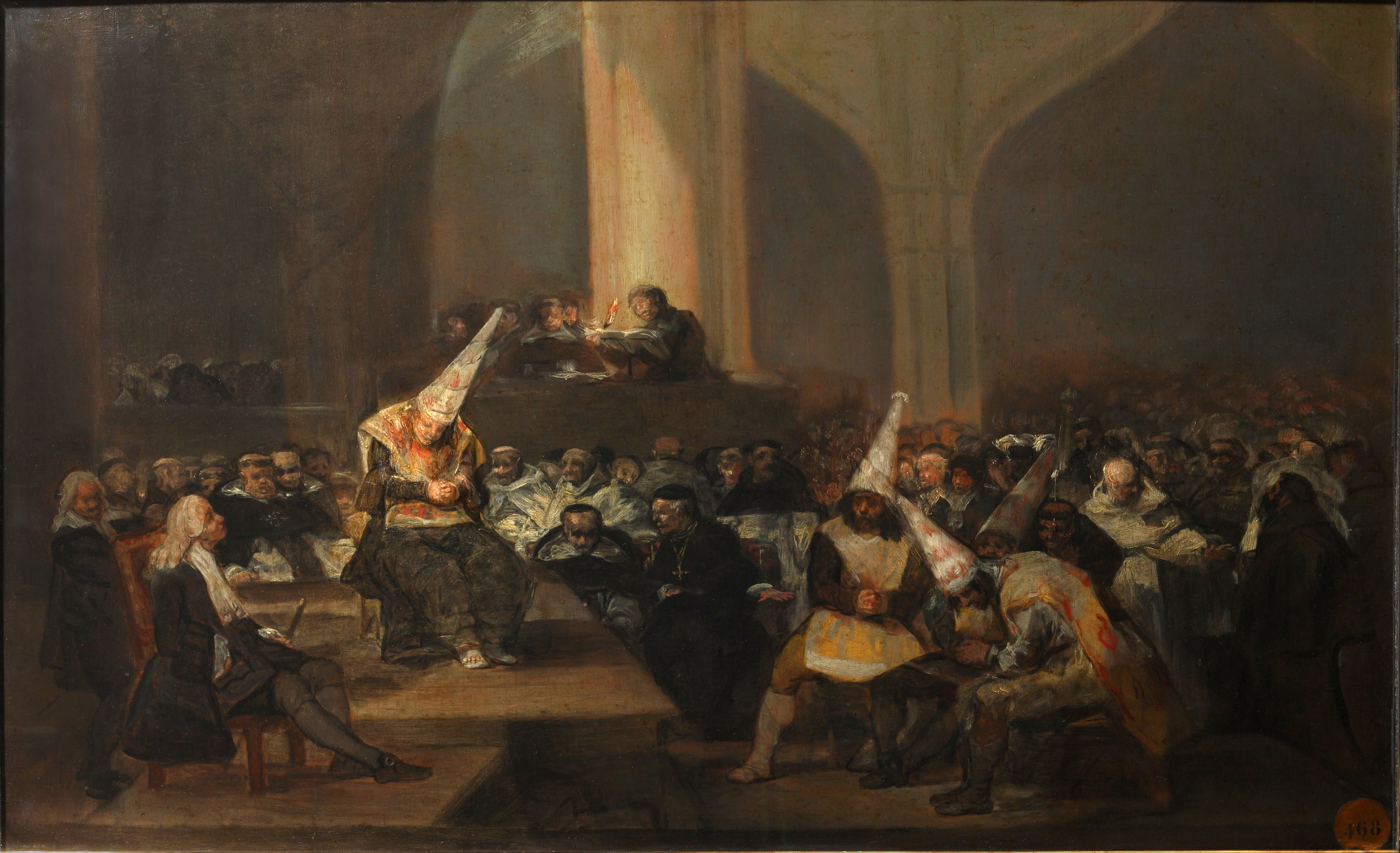
Escena de la Inquisición (1814-1816). "Goya presenta la escena de un autillo. Los condenados a muerte, así identificados por la corona con llamas hacia arriba que portan, escuchan la sentencia, leída por un fraile desde una tribuna o púlpito. La arquitectura de la sala evoca un edificio de siglos anteriores, tal vez la sede de un tribunal inquisitorial. El amplio espacio está ocupado por religiosos de distintas órdenes (se adivinan, sobre todo, los hábitos de franciscanos y dominicos y por un numeroso grupo de personas de las que no se sabe su sexo y condición social, salvo un grupo de mujeres ataviadas con mantilla situadas en un palco. En el centro, un inquisidor vestido de negro, adornado con una cruz, señala a los condenados sin mirarlos, dando a entender su profundo desprecio hacia ellos".

El autillo era un tipo de auto de fe de la Inquisición española que tenía lugar en los locales de la Inquisición y al que solo asistían personas expresamente convocadas por el tribunal.

## Historia
El autillo, junto con los autos de fe particulares (desarrollados en los templos y a los que sólo asistían los condenados y el juez civil), se generalizó en el siglo XVIII, en sustitución del auto de fe general celebrado en la plaza pública o en una iglesia, y al que se animaba a asistir a todo el pueblo para que presenciara la infamia que comportaba la herejía y para que reafirmara solemnemente su fe católica.
El autillo se desarrollaba en los locales de la Inquisición y solo asistían las personas convocadas por la Inquisición, con la finalidad, la mayoría de las veces, de «que escarmentaran en cabeza ajena lo que pudiesen temer igual suerte», según Joaquín Lorenzo Villanueva, buen conocedor de la Inquisición.
El autillo de mayor resonancia fue el de Pablo de Olavide, celebrado en 1778 en la sala de la Inquisición de Corte en Madrid. El ilustrado y servidor de Carlos III de España fue acusado por sus delatores, según Emilio La Parra y María Ángeles Casado, "de cuestionar la potestad legislativa de la Iglesia, leer libros prohibidos, negar la causa sobrenatural de los milagros, dudar sobre la existencia del infierno, etc.». La Inquisición lo declaró «convicto, hereje, infame y miembro podrido de la religión» y lo condenó a la pena de destierro, a la reclusión por ocho años en un convento, la confiscación de sus bienes y a la inhabilitación para desempeñar un cargo público, que se extendió a sus descendientes. Al autillo fueron invitadas 40 personas destacadas, muchas ellas miembros de los Consejos de la Monarquía, aristócratas y clérigos.
Su gran repercusión, tanto en España como en el resto de Europa —lo que contribuyó a desprestigiar a la Inquisición—, también se debió a que coincidió en el tiempo con el último auto de fe general celebrado en España. Tuvo lugar en Sevilla en 1781 y en el mismo una mujer fue condenada a muerte por fingir revelaciones divinas y por mantener relaciones sexuales con sus sucesivos confesores (uno de los cuales fue quien la delató, por lo que fue condenado por el delito de solicitación). Terminado el auto de fe fue relajada al brazo secular y luego estrangulada con garrote vil y quemada en la hoguera.